# Linda Castañeda
Linda Johanna Castañeda Quintero (Bogotá, 1980) es una profesora y pedagoga de la Universidad de Murcia. 

## Biografía
Licenciada en Pedagogía por la Universidad de Murcia y doctora en Tecnología Educativa por la Universidad de las Islas Baleares, ejerce como profesora del Departamento de Didáctica y Organización Escolar de la facultad de Educación de la Universidad de Murcia y forma parte del Grupo de Investigación de Tecnología Educativa (GITE) en la misma universidad. Su tesis, bajo el título de Enseñanza flexible en red en la universidad: modelo de análisis curricular (2010), versó sobre el análisis del curriculum en experiencias de teleenseñanza.
Fue también investigadora invitada en el Knowledge Media Institute de la Open University de Reino Unido, investigadora visitante en el Departamento de Educación de la Universidad de Oxford, trabajando con el Grupo de e-learning, y profesora visitante en el Centro de Educación y Nuevas Tecnologías de la Universidad Jaime I de Castellón. Su actividad docente gira en torno a la implementación de las TIC en distintos ámbitos educativos, desde educación primaria hasta educación social.